# 60 Andromedae
60 Andromedae este o stea din constelația Andromeda.